# Costaricasnårsparv
Ej att förväxla med costaricasparv.
Costaricasnårsparv (Melozone cabanisi) är en fågel i familjen amerikanska sparvar inom ordningen tättingar.

## Utseende
Costaricasnårsparven har grå kropp med en stor svart fläck mitt på bröstet. Huvudteckningen är distinkt: rostfärgad hjässa och svart på panna och kind som vrider sig runt det i övrigt vita ansiktet med kontrasterande pepparkornsöga.

## Utbredning och systematik
Arten förekommer i höglänta områden i centrala Costa Rica. Tidigare betraktades den som en underart till vitmaskad snårsparv (M. biarcuata). 

### Familjetillhörighet
Tidigare fördes de amerikanska sparvarna till familjen fältsparvar (Emberizidae) som omfattar liknande arter i Eurasien och Afrika. Flera genetiska studier visar dock att de utgör en distinkt grupp som sannolikt står närmare skogssångare (Parulidae), trupialer (Icteridae) och flera artfattiga familjer endemiska för Karibien.

## Levnadssätt
Costaricasnårsparven hittas lokalt i förberg och högländer, i snåriga skogslandskap och igenväxta gläntor. Den påträffas vanligen på eller nära marken och ofta i par. Liksom andra snårsparvar tillbringar den större delen av sin tid i skuggad och ofta tät växtlighet.

## Status
Costaricasnårsparven har ett begränsat utbredningsområde och beståndet är relativt litet, uppskattat till endast mellan 20 000 och 50 000 vuxna individer. Den tros också minska i antal. IUCN kategoriserar den som nära hotad.

## Namn
Fågelns vetenskapliga artnamn hedrar den tyske ornitologen Jean Louis Cabanis (1816-1906). Arterna i släktet Melozone kallades tidigare busksparvar, men har döpts om till snårsparvar för att undvika förväxling med de ej närbesläktade busksparvarna i Chlorospingus och för att betona det nära släktskapet med snårsparvarna i Atlapetes.